# Municipio de Jefferson (condado de Wayne, Iowa)
El municipio de Jefferson (en inglés: Jefferson Township) es un municipio ubicado en el condado de Wayne en el estado estadounidense de Iowa. En el año 2010 tenía una población de 152 habitantes y una densidad poblacional de 1,63 personas por km².

## Geografía
El municipio de Jefferson se encuentra ubicado en las coordenadas 40°40′44″N 93°30′8″O / 40.67889, -93.50222. Según la Oficina del Censo de los Estados Unidos, el municipio tiene una superficie total de 93.08 km², de la cual 93,03 km² corresponden a tierra firme y (0,05 %) 0,05 km² es agua.

## Demografía
Según el censo de 2010, había 152 personas residiendo en el municipio de Jefferson. La densidad de población era de 1,63 hab./km². De los 152 habitantes, el municipio de Jefferson estaba compuesto por el 99,34 % blancos, el 0,66 % eran afroamericanos. Del total de la población el 0 % eran hispanos o latinos de cualquier raza.